# 大島義昌
大島 義昌（おおしま よしまさ、嘉永3年8月15日（1850年9月20日） - 大正15年（1926年）4月10日）は、日本の陸軍軍人、華族。関東都督、軍事参議官、第3師団長等を歴任する。官位は陸軍大将正二位勲一等功二級子爵。第90・96～98代内閣総理大臣の安倍晋三は玄孫にあたる（安倍の父方の祖母・本堂静子が大島の孫娘）。

## 経歴

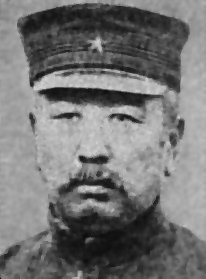
大島義昌

現在の山口県に長州藩士・大島慶三郎の長男として生まれる。戊辰戦争に従軍。
明治3年（1870年）4月に大坂青年学舎生徒となり、明治4年（1871年）8月、陸軍少尉心得に任官され、歩兵第4連隊付を命ぜられる。同年中に中尉心得・大尉と進み、明治6年（1873年）5月、歩兵第1連隊大隊長を経て明治10年（1877年）の西南戦争では陸軍少佐・歩兵第8連隊第1大隊長として出征する。
戦後、中部監軍部参謀、仙台鎮台歩兵第5連隊長・同鎮台参謀長心得等の後明治19年（1886年）4月、陸軍大佐に進級する。明治20年（1887年）6月、東京鎮台参謀長に就任し、明治21年（1888年）5月に東京鎮台が第1師団に改編されるとそのまま第1師団参謀長に就任する。
明治24年（1891年）6月には陸軍少将に進み歩兵第9旅団長に任命される。明治27年（1894年）6月、東学党の乱が発端となる朝鮮出兵に派遣され、続く日清戦争では第1軍隷下に移り参戦する。この時の功により明治28年（1895年）8月、男爵を授けられ華族に列せられる。対馬警備隊司令官の後、明治31年（1898年）2月、陸軍中将に進み第3師団長に親補される。
第3師団長のとき日露戦争が起こり出征する。戦後、陸軍大将に進み新設の関東総督に就任する。明治40年（1907年）9月には子爵に陞爵し、明治44年（1911年）9月から軍事参議官を兼ねた。明治45年（1912年）4月に関東都督を福島安正と代わり、改めて軍事参議官を補される。同6月勲一等旭日桐花大綬章受章。大正4年（1915年）8月15日、後備役に編入され、大正9年（1920年）4月、退役する。

## 栄典
位階
- 1874年（明治7年）2月18日 - 従六位
- 1882年（明治15年）3月12日 - 正六位
- 1886年（明治19年）7月8日 - 従五位[2]
- 1891年（明治24年）6月25日 - 従四位[3]
- 1897年（明治30年）3月22日 - 正四位[4]
- 1902年（明治35年）4月30日 - 従三位[5]
- 1905年（明治38年）11月30日 - 正三位[6]
- 1910年（明治43年）12月20日 - 従二位[7]
- 1920年（大正9年）9月20日 - 正二位[8]

爵位
- 1895年（明治28年）8月20日 - 男爵[9]
- 1907年（明治40年）9月21日 - 子爵[10]

勲章等
| 受章年                     | 略綬 | 勲章名                   | 備考 |
| -------------------------- | ---- | ------------------------ | ---- |
| 1878年（明治11年）1月31日  |      | 勲四等旭日小綬章         |      |
| 1885年（明治18年）11月19日 |      | 勲三等旭日中綬章         |      |
| 1889年（明治22年）11月29日 |      | 大日本帝国憲法発布記念章 |      |
| 1895年（明治28年）5月23日  |      | 勲二等瑞宝章             |      |
| 1895年（明治28年）8月20日  |      | 功三級金鵄勲章           |      |
| 1895年（明治28年）8月20日  |      | 旭日重光章               |      |
| 1895年（明治28年）11月18日 |      | 明治二十七八年従軍記章   |      |
| 1903年（明治36年）5月16日  |      | 勲一等瑞宝章             |      |
| 1906年（明治39年）4月1日   |      | 功二級金鵄勲章           |      |
| 1906年（明治39年）4月1日   |      | 旭日大綬章               |      |
| 1906年（明治39年）4月1日   |      | 明治三十七八年従軍記章   |      |
| 1912年（明治45年）6月17日  |      | 勲一等旭日桐花大綬章     |      |
| 1915年（大正4年）11月7日   |      | 金杯一組                 |      |
| 1915年（大正4年）11月7日   |      | 大正三四年従軍記章       |      |
| 1915年（大正4年）11月10日  |      | 大礼記念章               |      |

## 親族
- 嗣子陸太郎は陸軍少将に進む。
- 2人の娘はそれぞれ長岡春一（駐フランス大使・駐ドイツ大使）、本堂恒次郎（陸軍軍医監）に嫁ぐ。
- 本堂恒次郎の娘（大島の孫娘）の静子の子が衆議院議員・第28代自由民主党幹事長の安倍晋太郎と第7代日本興業銀行頭取の西村正雄で、大島の曾孫に当たる。
- 第90・96・97代内閣総理大臣の安倍晋三と第21・22・23代防衛大臣の岸信夫は玄孫に当たる。

## その他
薩閥の上原勇作とは日清戦争で開戦時から死線を潜り抜けた仲であり、その後も良好な関係であった。上原と大島は「赤椀会」という大島旅団を中心とする第一軍OB会を主催していた。会員は1925年において長岡外史（元旅団参謀）など10名程であったという。日清戦争当時に士官に与えられた官給の食事用の赤椀を持ち寄り、それで食事をしながら当時の思い出話をしたという。